# Liste der sierra-leonischen Fußballmeister
Dies ist die Liste aller Fußballmeister der Männer in Sierra Leone.

## Meister

### 1968 bis 1985
- 1968: Mighty Blackpool FC  (Freetown)
- 1970: Ports Authority  (Freetown)
- 1971: Ports Authority (Freetown)
- 1972: Ports Authority (Freetown)
- 1973: Ports Authority (Freetown)
- 1974: Mighty Blackpool (Freetown)
- 1975: nicht ausgetragen
- 1976: nicht ausgetragen
- 1977: East End Lions  (Freetown)
- 1978: Mighty Blackpool (Freetown)
- 1979: Mighty Blackpool (Freetown)
- 1980: East End Lions (Freetown)
- 1981: Real Republicans FC (Freetown)
- 1982: Sierra Fisheries (Freetown)
- 1983: Real Republicans (Freetown)
- 1984: Real Republicans (Freetown)
- 1985: East End Lions (Freetown)

### 1986 bis 2000
- 1986: Sierra Fisheries (Freetown)
- 1987: Sierra Fisheries (Freetown)
- 1988: Mighty Blackpool (Freetown)
- 1989: Freetown United (Freetown)
- 1990: Old Edwardians FC  (Freetown)
- 1991: Mighty Blackpool (Freetown)
- 1992: East End Lions (Freetown)
- 1993: East End Lions (Freetown)
- 1994: East End Lions (Freetown)
- 1995: Ports Authority (Freetown)
- 1996: Mighty Blackpool (Freetown)
- 1997: East End Lions (Freetown)
- 1998: Mighty Blackpool (Freetown)
- 1999: East End Lions (Freetown)
- 2000: Mighty Blackpool (Freetown)

### Seit 2001
- 2001: Mighty Blackpool (Freetown)
- 2002: nicht ausgetragen
- 2003: nicht ausgetragen
- 2004: nicht ausgetragen
- 2005: East End Lions (Freetown)
- 2006: Kallon FC (Freetown)
- 2008: Ports Authority (Freetown)
- 2009: East End Lions (Freetown)
- 2010: East End Lions (Freetown)
- 2011: Ports Authority (Freetown)
- 2012: Diamond Stars (Koidu)
- 2013: Diamond Stars (Koidu)
- 2014: nicht beendet
- 2015: nicht ausgetragen
- 2016: Alternativliga ausgetragen; nicht von der SLFA anerkannt
- 2017: nicht ausgetragen
- 2018: nicht ausgetragen
- 2019: East End Lions (Freetown)
- 2019/20: aufgrund der COVID-19-Pandemie in Sierra Leone abgebrochen
- 2020/21: aufgrund der COVID-19-Pandemie nicht ausgetragen
- 2021/22: Bo Rangers FC
- 2022/23: Bo Rangers FC
- 2023/24: Bo Rangers FC
- 2024/25:

## Erfolgreichste Mannschaften
Die einzige Liga in Sierra Leone zwischen 1923 und den 1970er Jahren war eine regionale Liga in der Western Area. Sie wurde bis 1967 unter dem Dach der SLFA, danach unter Führung der WAFA (Western Area Football Association) ausgetragen. Eine nationale Liga besteht seit 1980.
| Verein                             | Stadt    | seit 1980 | seit 1980                                                        | vor 1980 | vor 1980                                                 |
| ---------------------------------- | -------- | --------- | ---------------------------------------------------------------- | -------- | -------------------------------------------------------- |
| Verein                             | Stadt    | Titel     | Jahre                                                            | Titel    | Jahre                                                    |
| East End Lions                     | Freetown | 11        | 1980, 1985, 1992, 1993, 1994, 1997, 1999, 2005, 2009, 2010, 2019 | 6        | 1923, 1947, 1954, 1960, 1964, 1965                       |
| Mighty Blackpool FC (Blackpool)    | Freetown | 6         | 1988, 1991, 1996, 1998, 2000, 2001                               | 8        | 1955, 1962, 1962, 1966, 1967*, 1974*, 1975/76*, 1977/78* |
| Kallon FC (Sierra Fisheries)       | Freetown | 4         | 1982, 1986, 1987, 2006                                           | 0        | –                                                        |
| Ports Authority                    | Freetown | 3         | 1995, 2008, 2011                                                 | 2        | 1970*, 1971*                                             |
| Bo Rangers FC                      | Bo       | 3         | 2022, 2023, 2024                                                 | 0        | –                                                        |
| Real Republicans FC                | Freetown | 3         | 1981, 1983, 1984                                                 | 0        | –                                                        |
| Diamond Stars FC                   | Koidu    | 2         | 2012, 2013                                                       | 0        | –                                                        |
| Old Edwardians FC                  | Freetown | 1         | 1990                                                             | 3        | 1950, 1957, 1968*                                        |
| Freetown City FC (Freetown United) | Freetown | 1         | 1989                                                             | 0        | –                                                        |
| Regents Olympic                    | Freetown | 0         | –                                                                | 7        | 1924, 1925, 1928, 1934, 1939, 1953, 1959                 |
| Bame GC                            | Freetown | 0         | –                                                                | 2        | 1927, 1930                                               |
| Old St Anthony                     | Freetown | 0         | –                                                                | 2        | 1931, 1932                                               |
| Young Tigers                       | Freetown | 0         | –                                                                | 2        | 1944, 1948                                               |
| Academy GC                         | Freetown | 0         | –                                                                | 1        | 1926                                                     |
| Arsenal                            | Freetown | 0         | –                                                                | 1        | 1961                                                     |
| Bolton Nationale                   | Freetown | 0         | –                                                                | 1        | 1969*                                                    |
| Everton                            | Freetown | 0         | –                                                                | 1        | 1949                                                     |
| International                      | Freetown | 0         | –                                                                | 1        | 1933                                                     |
| Police FC                          | Freetown | 0         | –                                                                | 1        | 1951                                                     |
| Railway                            | Freetown | 0         | –                                                                | 1        | 1958                                                     |
| Sokoro XI                          | Freetown | 0         | –                                                                | 1        | 1952                                                     |
| South End Tyrants                  | Freetown | 0         | –                                                                | 1        | 1929                                                     |
| Tigers                             | Freetown | 0         | –                                                                | 1        | 1946                                                     |
| U.A.C.                             | Freetown | 0         | –                                                                | 1        | 1946                                                     |

 * Unter Führung der WAFA ausgetragen.